# آلوین هریسون
آلوین هریسون (انگلیسی: Alvin Harrison؛ زادهٔ ۲۰ ژانویه ۱۹۷۴) دونده اهل ایالات متحده آمریکا بود.
وی در مسابقات کشوری و بین‌المللی در مجموع برندهٔ ۱ مدال طلا، ۱ مدال نقره شده‌است.